# Damir Bajs
Damir Bajs (Pakrac, 7 ottobre 1964) è un politico croato.
È stato ministro del turismo dal 2008 al 2011.

## Biografia
Si è laureato nel 1991 in giurisprudenza, all'Università di Zagabria, e nello stesso anno ha partecipato alle guerre jugoslave.
Dal mese di aprile 1995 fino al giugno 2000 è stato Segretario della Regione di Bjelovar e della Bilogora.
Dal 2008 al 2011 è stato Ministro del Turismo nel governo di coalizione di Sanader, in quota HSS.
È stato prefetto della contea di Bjelovar-Bilogora fino al 2021. È membro del Parlamento croato dal 2021. Vive a Bjelovar.